# Certima animata
Certima animata är en fjärilsart som beskrevs av Charles Oberthür 1911. Certima animata ingår i släktet Certima och familjen mätare. Inga underarter finns listade i Catalogue of Life.